# O'Brien (Oregon)
O'Brien è un census-designated place (CDP) degli Stati Uniti d'America, situato nello stato dell'Oregon, nella contea di Josephine.